# Susteren vasútállomás
Susteren vasútállomás vasútállomás Hollandiában, Susteren városában.

## Vasútvonalak
Az állomást az alábbi vasútvonalak érintik:
- Maastricht–Venlo vasútvonal

## Kapcsolódó állomások
A vasútállomáshoz az alábbi állomások vannak a legközelebb:
- Echt vasútállomás (észak)
- Sittard vasútállomás (dél)